# 荒井良
荒井 良（あらい りょう、1958年（昭和33年） - ）は、日本の張り子人形作家。東京都出身。文化学院美術科、武蔵野美術学園彫塑科卒業。1989年に独立し、「工房もんも」を設立。京極夏彦著作の文庫判カバーの、妖怪制作や造形制作を手掛けることで有名。水木しげるファンでもあり、関東水木会会員。

## 作品

### 妖怪製作
京極夏彦著、講談社文庫版
- 文庫版 姑獲鳥の夏（うぶめのなつ） 1998年 ISBN 4-06-263887-8
  - 姑獲鳥
- 文庫版 魍魎の匣（もうりょうのはこ） 1999年 ISBN 4-06-264667-6
  - 魍魎
- 文庫版 狂骨の夢（きょうこつのゆめ） 2000年 ISBN 4-06-264961-6
  - 狂骨
- 文庫版 鉄鼠の檻（てっそのおり） 2001年 ISBN 4-06-273247-5
  - 鉄鼠
- 文庫版 絡新婦の理（じょろうぐものことわり） 2002年 ISBN 4-06-273535-0
  - 絡新婦
- 文庫版 塗仏の宴　宴の支度（ぬりぼとけのうたげ　うたげのしたく） 2003年 ISBN 4-06-273838-4
  - うわん、ひょうすべ、わいら、しょうけら
- 文庫版 塗仏の宴　宴の始末（ぬりぼとけのうたげ　うたげのしまつ） 2003年 ISBN 4-06-273859-7
  - 塗仏
- 文庫版 百鬼夜行――陰（ひゃっきやこう　いん） 2004年 ISBN 4-06-274852-5
  - 川赤子（かわあかご）
- 文庫版 百器徒然袋――雨（ひゃっきつれづれぶくろ　あめ） 2005年 ISBN 4-06-275180-1
  - 瓶長（かめおさ）
- 文庫版 今昔続百鬼――雲（こんじゃくぞくひゃっき　くも） 2006年 ISBN 978-4-06-275420-0
  - 手の目（てのめ）
- 文庫版 陰魔羅鬼の瑕（おんもらきのきず） 2006年 ISBN 978-4-06-275499-6
  - 陰魔羅鬼（おんもらき）
- 文庫版 百器徒然袋――風（ひゃっきつれづれぶくろ　かぜ） 2007年 ISBN 978-4-06-275862-8
  - 五徳猫（ごとくねこ）
- 文庫版 邪魅の雫（じゃみのしずく） 2009年 ISBN 978-4-06-276371-4
  - 邪魅（じゃみ）
- 文庫版 今昔百鬼拾遺――月（こんじゃくひゃっきしゅうい　つき） 2020年 ISBN 978-4-06-519026-5
  - 鬼（おに）・河童（かっぱ）・天狗（てんぐ）
- 文庫版 鵼の碑（ぬえのいしぶみ） 2024年 ISBN 978-4-06-536243-3
  - 鵼（ぬえ）

京極夏彦・多田克己・村上健司共著、新潮OH!文庫版
- 妖怪馬鹿 2001年 ISBN 4-10-290073-X
  - 古籠火（ころうか）

京極夏彦著、文春文庫版
- 定本 百鬼夜行――陰（ていほん ひゃっきやこう いん）2015年 ISBN 978-4-16-790274-2
  - 小袖の手（こそでのて）
- 定本 百鬼夜行――陽（ていほん ひゃっきやこう よう）2015年 ISBN 978-4-16-790273-5
  - 目競（めくらべ）

### 造形製作
京極夏彦著、角川文庫版
- 嗤う伊右衛門（わらういえもん） （四世鶴屋南北『東海道四谷怪談』原作） 2001年 ISBN 4-04-362001-2
  - おいわさま
- 巷説百物語（こうせつひゃくものがたり） 2003年 ISBN 4-04-362002-0
  - 帷子辻（かたびらがつじ）
- 続巷説百物語（ぞく―） 2005年 ISBN 4-04-362003-9
  - 死神（しにがみ）
- 後巷説百物語（のちの―） 2007年 ISBN 978-4-04-362004-3
  - 天火（てんか）
- 覘き小平次（のぞきこへいじ） （山東京伝『復讐奇談安積沼』原作） 2008年 ISBN 4-04-362006-3
  - 小平次（こへいじ）
- 対談集 妖怪大談義（たいだんしゅう ようかいだいだんぎ）2008年 ISBN 978-4-04-362005-0
  - 叢原火（そうげんのひ）
- 前巷説百物語（さきの―） 2009年 ISBN 978-4-04-362007-4
  - 旧鼠（きゅうそ）
- 文庫版　豆腐小僧双六道中ふりだし（とうふこぞうすごろくどうちゅうふりだし） 2010年 ISBN 978-4-04-362008-1
  - 豆腐小僧（とうふこぞう）
- 豆腐小僧その他（とうふこぞうそのた） 2011年 ISBN 4-04-362009-8
  - 滑稽達磨（こっけいだるま）
- 妖怪の理 妖怪の檻（ようかいのことわり ようかいのおり） 2011年 ISBN 978-4-04-362010-4
  - 白沢（はくたく）
- 西巷説百物語（にしのこうせつひゃくものがたり）2013年 ISBN 978-4-04-100749-5
  - 豆狸（まめだぬき）
- 豆腐小僧双六道中おやすみ（とうふこぞうすごろくどうちゅうおやすみ）2013年 ISBN 978-4-04-100920-8
  - 猫股（ねこまた）
- 冥談（めいだん）2013年 ISBN 978-4-04-101152-2
  - 手（て）
- 幽談（ゆうだん）2013年 ISBN 978-4-04-101153-9
  - 屍（しかばね）
- 遠野物語remix（とおのものがたりリミックス） 2014年 ISBN 978-4-04-400318-0
  - 山神（やまがみ）
- 数えずの井戸（かぞえずのいど） （岡本綺堂『番町皿屋敷』原作）2014年 ISBN 978-4-04-101596-4
  - おきくさま
- 遠野物語拾遺 retold（とおのものがたりしゅうい リトールド）2015年 ISBN 978-4-04-400322-7
  - 権現様（ごんげんさま）
- 眩談（げんだん） 2015年 ISBN 978-4-04-103552-8
  - 昔（むかし）
- 旧談（きゅうだん）2016年 ISBN  978-4-04-103551-1
  - 古猫
- 鬼談（きだん） 2018年 ISBN 978-4-04-105737-7
  - 鬼（おに）
- 虚実妖怪百物語 序（きょじつようかいひゃくものがたり じょ） 2018年 ISBN 978-4-04-107431-2
  - 朧車（おぼろぐるま）
- 虚実妖怪百物語 破（きょじつようかいひゃくものがたり は）2018年 ISBN 978-4-04-107432-9
  - 學天則（がくてんそく）
- 虚実妖怪百物語 急（きょじつようかいひゃくものがたり きゅう） 2018年 ISBN 978-4-04-107433-6
  - 邪神（じゃしん）
- 文庫版 厭な小説（いやなしょうせつ） 2020年 ISBN 978-4-04-108445-8
  - 三代子
- 文庫版 妖怪の宴 妖怪の匣（ようかいのうたげ ようかいのはこ） 2020年 ISBN 978-4-04-109684-0
  - 釣瓶火（つるべび）

京極夏彦著、集英社文庫版
- どすこい。 2004年 ISBN 4-08-747755-X

## 個人展覧会
化けものつづら　荒井 良　妖怪張り子展
1. 銀座　兜屋画廊　2004年9月28日 - 10月10日
2. 銀座　兜屋画廊　2006年4月18日 - 4月30日
3. 神戸　ギャラリー島田　2006年5月13日 - 5月24日